# Плющевка
Плюще́вка (укр. Плющі́вка) — село в Баштанском районе Николаевской области Украины.

## История
Основано в 1807 году в качестве еврейской земледельческой колонии Ефингар (c ивр. ‎ Красивая река).
В 1946 году указом ПВС УССР село Ефингар переименовано в Плющевку.
Население по переписи 2001 года составляло 734 человек. Почтовый индекс — 56143. Телефонный код — 5158. Занимает площадь 1,06 км².

## Местный совет
56143, Николаевская обл., Баштанский р-н, с. Плющевка, ул. Центральная, 44; тел. 9-38-92.